# Abacetus assiniensis
Abacetus assiniensis là một loài bọ chân chạy thuộc phân họ Pterostichinae. Loài này được Tschitscherine mô tả lần đầu năm 1899 và được tìm thấy ở Bờ Biển Ngà và Sudan.